# Elektromechanische Bremse
Elektromechanische Bremse (EMB) ist ein Begriff aus dem Maschinenbau.
Er bezeichnet eine Konstruktionsvariante, bei der entweder der Bremsimpuls, die Übertragung der benötigten Energie oder die Betätigung der Bremsglieder (z. B. Bremsbacken) elektrisch erfolgt. 
Einsatzgebiete von elektromechanischen Bremssystemen sind prinzipiell alle Anwendungen, in denen derzeit hydraulische, pneumatische oder mechanische Bremssysteme eingesetzt werden. Inzwischen verbreitet ist ihr Einsatz als Feststellbremse im Fahrzeugbau, siehe hierzu auch: Brake-by-Wire und Feststellbremse.

## Als Beispiel: Bremsen einer Windenergieanlage (WEA)

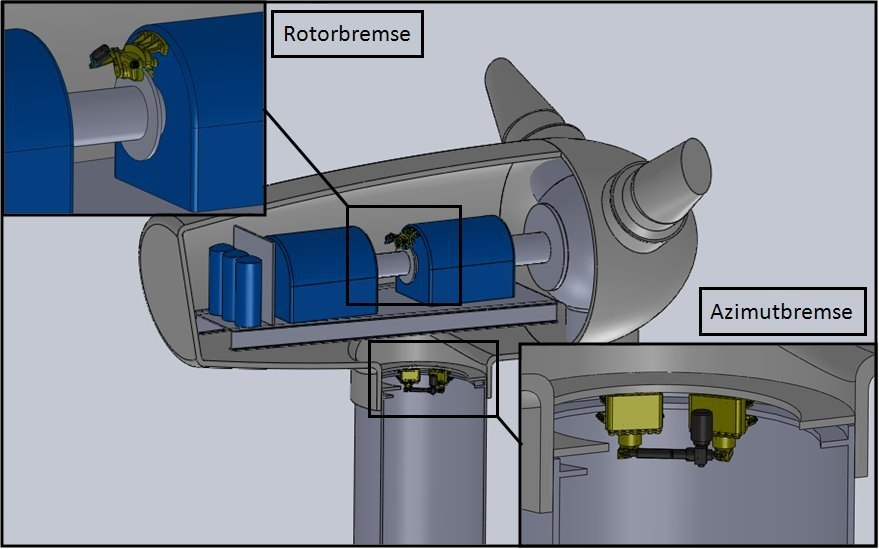
Prinzip einer WEA mit elektromechanischer Rotor- und Azimutbremse

Bremsen in WEA sind wesentlicher Bestandteil des Sicherheitskonzepts dieser Anlagen. Sie finden zum einen Anwendung als Rotorbremse, um die Anlage vor Überdrehzahl zu schützen oder aber um die Anlage für Wartungszwecke abzubremsen und stillzusetzen. Die Bremskraft kann dabei aktiv oder passiv (z. B. durch Federspeicherbremsen) aufgebracht werden.
Zum anderen kommen Azimutbremsen zum Einsatz: Die Gondel einer WEA ist auf dem Turm um 360° drehbar gelagert, um die Rotorblätter immer optimal in den Wind zu stellen. Wenn sich die Windrichtung ändert, löst die Bremse die Klemmverbindung zwischen Turm und Gondel und die sogenannten Azimutantriebe fahren die Gondel in den Wind. Um die Antriebe zu schonen, greift die Azimutbremse erneut und die Antriebe können wieder abgeschaltet werden.
Ein weiterer wichtiger Baustein im Sicherheitskonzept von WEA ist der sogenannte Rotorlock. Der Rotorlock ist ein mechanischer Verriegelungsbolzen, welcher den Rotor blockiert und ein Trudeln der Anlage verhindert (aus dem Englischen: lock = Arretierung, Sperre. to lock sth. = etwas arretieren). Bei Wartungsarbeiten an drehbaren Teilen des Rotors ist sein Einsatz vorgeschrieben.

### Elektromechanische Bremsen bei einer Windenergieanlage

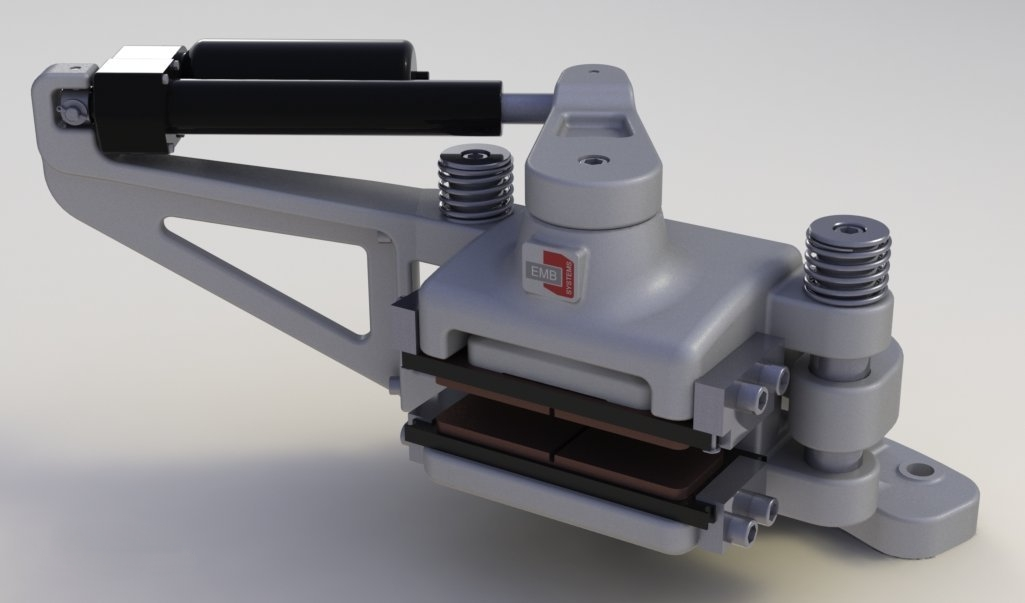
Beispiel einer elektromechanischen Rotorbremse

Bei elektromechanischen Bremsen wird die Bremskraft über einen Elektromotor und ein Bewegungsgetriebe direkt am Bremssattel erzeugt. Der Elektromotor muss nur für die Zeit des Bremskraftaufbaus bestromt werden. Die Bremskraft bleibt ohne Zuführung von weiterer Energie solange erhalten, bis der Befehl zum Lösen der Bremse anliegt. Das kann bis zu mehreren Wochen betragen. Der konstruktive Aufbau solcher Bremsen erlaubt eine sehr kompakte Bauweise mit wenigen Bauteilen. Elektromechanischen Bremsen sind wartungsfrei bis zum Ende der Nutzungsperiode einer Windenergieanlage. Lediglich verschlissene Bremsbeläge müssen ausgetauscht werden.
Die elektromechanische Bremse gilt heute als das wirtschaftlichste und zuverlässigste Bremssystem für Windenergieanlagen.
Viele (vor allem ältere) WEA haben noch hydraulische Rotor- bzw. Azimutbremsen. Diese haben aber diverse Nachteile: 
- Sie sind störanfällig und haben häufig Öl-Leckagen.
- Undichte Bremssättel, verschlissene Ventile oder defekte Hydraulikschläuche sind oft gesehene Probleme, die zu Bremskraftverlust oder gar Systemausfall führen können. Zudem wird stets ein funktionierendes Hydraulikaggregat benötigt.
- Ölwechsel, Ölentsorgung, Schlauch- und Dichtungswechsel müssen in regelmäßigen Abständen durchgeführt werden. Das verursacht Stillstandszeiten der WEA und erhebliche Wartungskosten – insbesondere bei schwer erreichbaren Offshore-Anlagen.

Deshalb wurde die oben beschriebene elektromechanische Bremsentechnik für WKA adaptiert.